# Стромболийско вулканично изригване
Стромболийските вулканични изривания са сравнително слаби изригвания, достигащи вулканичен експлозивен индекс едва до 2–3. Те носят името на италианския вулкан Стромболи. При тези изригвания се изхвърлят малко по обем вулканична пепел, тефра, лапили и вулканични бомби, които излитат на височина до няколкостотин метра и падат близо до отдушника.
Вулканологът Джузепе Меркали описвал изригванията на Стромболи и Вулкано в периода от 1888 до 1890 г. и забелязал разлики между двете. За да се оприличи разликата Меркали описал Стромболийските изригвания като „Слаби и експлозивни“ а Вулканските, като „Умерени до силни“.
При изригванията от тип Стромболи изхвърлените от кратера твърди скали и тефра се нагорещяват много и придобиват характерен червен до оранжев цвят. Те обаче се охлаждат изключително бързо и почерняват. По-леките скали, като пепелта, тефрата и лапилите могат да паднат по-далеч от 500 метра от отдушника, но по-тежките, като пемзата и вулканичните бомби обикновено не падат по – далеч от 100 метра. Често тези изригвания се характеризират с лавови фонтани и бързи лавови потоци, които се втвърдяват бързо. Лавата и твърдите вулканични материали се натрупват и постепенно формират пепелен конус.
Лавовите потоци на Стромболийските изригвания са по-гъсти от тези при Хавайските изригвания, а фонтаните от лава могат да изхвърлят и малко по обем пирокластити. Слабите експлозии при този тип изригвания се дължат на магма, изключително по-гъста от хавайската. В нея често има газови мехурчета и поради по-големият вискозитет на магмата те не могат да се освободят толкова лесно. Затова тези изригвания се характеризират с експлозии на пепел и твърди вулканични материали. Приликата между Хавайските и Стромболийските изригвания е, че те могат да продължат непрекъснато повече от година. Обаче при тези от типа Стромболи дългите експлозии са на интервали от няколко минути до няколко дни или седмици.
Пепелните конуси обикновено изригват от типа Стромболи. Например вулканът Парикутин в Мексико изригва така в период от 1943 до 1951, Еребус в Антарктида произвежда Стромболийски изригвания почти винаги, а вулканът Стромболи в Италия всеки път изригва по този начин. Стромболи има период на активност от стотици и дори хиляди години на почти непрестанни изригвания. Поне веднъж седмично той изригва с ВЕИ от 1 или 2 степен.